# Episodi de Il restauratore (prima stagione)
La prima stagione della serie televisiva Il restauratore, composta da 12 episodi, diretti da Giorgio Capitani, è stata trasmessa in prima visione in Italia da Rai 1 dall'8 gennaio al 6 febbraio 2012.
| nº | Titolo                   | Prima TV Italia |
| -- | ------------------------ | --------------- |
| 1  | Il dono                  | 8 gennaio 2012  |
| 2  | Segreti e bugie          | 8 gennaio 2012  |
| 3  | I panni sporchi          | 15 gennaio 2012 |
| 4  | L'uomo del destino       | 15 gennaio 2012 |
| 5  | Una pesante eredità      | 22 gennaio 2012 |
| 6  | I conti col passato      | 22 gennaio 2012 |
| 7  | Mal comune, mezzo gaudio | 29 gennaio 2012 |
| 8  | Scienza e coscienza      | 29 gennaio 2012 |
| 9  | Il bivio                 | 5 febbraio 2012 |
| 10 | Corsa contro il tempo    | 5 febbraio 2012 |
| 11 | Le corde dell'anima      | 6 febbraio 2012 |
| 12 | Un eroe in famiglia      | 6 febbraio 2012 |

## Il dono
- Diretto da: Giorgio Capitani
- Scritto da: Vinicio Canton

### Trama
Basilio Corsi, dopo aver scontato venti anni di carcere per aver ucciso gli assassini di sua moglie, incinta della loro bambina, va in libertà vigilata e, con l'intercessione del direttore del carcere, comincia a lavorare nella bottega di una donna di nome Maddalena, in qualità di restauratore. Mentre si sta recando alla bottega incontra un barbone che gli vende un accendino. Mentre è con Maddalena nella bottega tocca un filo scoperto. Da quel momento inizia ad avere strane visioni nel toccare gli oggetti, in particolare succede proprio con l'accendino: quella visione gli permette di salvare la vita al barbone. Basilio capisce quindi di aver ricevuto il dono della preveggenza. Quando, nel toccare un oggetto depositato nella bottega, ha un'altra visione in cui un uomo si suicida, decide di risalire al proprietario di quest'oggetto per cercare di salvarlo.
- Oggetto restaurato: una scatola con un clown pop up

- Ascolti Italia: telespettatori 5 635 000 - share 22,20%[1]

## Segreti e bugie
- Diretto da:
- Scritto da:

### Trama
Basilio tocca un portacipria e vede che una ragazza verrà sfigurata. Si mette così ad indagare, scoprendo che nel portacipria è stata messa la soda caustica. Quando una donna regala quello stesso oggetto ad una sua amica, Basilio farà di tutto per non farla morire, e cercherà di scoprire la verità.
- Oggetto restaurato: portacipria

- Ascolti Italia: telespettatori 5 635 000 - share 22,20%[1]

- Altri interpreti: Ivana Lotito (Donatella)

## I panni sporchi
- Diretto da:
- Scritto da:

### Trama
Basilio ha una visione, e vede che un uomo morirà rimanendo intrappolato nella sua macchina in fiamme. Decide così di scoprire cosa stia accadendo, e incrocerà le indagini di Sandro Maccari. Il mistero gira tutto, comunque, intorno a due fratelli.
- Oggetto restaurato:

- Ascolti Italia: telespettatori 5 429 000 - share 19,92%
- [2]Altri interpreti: Giorgio Marchesi, Pierluigi Misasi, Alexsandar Radojicic, Tamara Simic, Slavisa Ivanovic, Andjelika Simic.

## L'uomo del destino
- Diretto da:
- Scritto da:

### Trama
Ernesto ha un malore, e in ospedale si scopre che ha un'insufficienza renale. Basilio, preoccupato, va a trovarlo, e toccandolo ha la visione di una ragazza ferita.
- Oggetto restaurato:

- Ascolti Italia: telespettatori 5 429 000 - share 19,92%[2]

## Una pesante eredità
- Diretto da:
- Scritto da:

### Trama
Basilio vuole lasciare il lavoro, e lo dice a Maddalena, ma ha un'altra visione, e vede un ragazzo che cade da un palazzo in costruzione. Sceglie così di indagare.
- Oggetto restaurato:

- Ascolti Italia: telespettatori 5 534 000 - share 20,74%
- Altri interpreti: Giuliano Oppes, Vania Della Bidia, Danilo Brakocevic.[3]

## I conti col passato
- Diretto da:
- Scritto da:

### Trama
Toccando un classificatore, Basilio vede un ragazzo, Martino, che dà fuoco ad un garage. Arturo lo aiuta nelle sue indagini e i due amici scoprono insieme che il padre del ragazzo, Cesare, ha scontato anni di galera, ed è da poco uscito, ma non si è ancora lasciato del tutto alle spalle il suo passato da criminale. Lo stesso Martino si è reso protagonista di alcuni reati e ora è affidato alla famiglia di un facoltoso avvocato, che ha deciso di dargli una chance. Il ragazzo è ora uno studente modello ed è molto legato ai figli dell'avvocato, Francesco e Valeria, ma è braccato dai suoi vecchi amici, che vorrebbero fare un colpo nella villa dell'avvocato. Francesco, in conflitto con suo padre che vuole impedirgli di diventare musicista, venuto a conoscenza della situazione convince Martino a far entrare i teppisti rendendosi complice della rapina per vendicarsi del padre. I due non inseriscono l'allarme e i ragazzi entrano, ma Martino si pente e chiama la polizia che arresta i criminali. L'avvocato si arrabbia con Francesco, reo di non aver attivato l'allarme e questi, sentendosi tradito e geloso dell'affetto del padre per Martino, scarica sul suo amico la colpa dell'accaduto e lo indica come complice dei ladri. Anche per via del suo passato, Martino perde tutto: l'avvocato lo caccia di casa e lo fa espellere dalla scuola, senza dunque possibilità di prendere la borsa di studio che poteva dare una svolta positiva alla sua vita. Basilio, che nel frattempo è riuscito ad avvicinare Cesare e Martino, è il primo a capire l'innocenza del ragazzo. In una sua visione, il restauratore vede il garage prendere fuoco e Martino rimanere intrappolato tra le fiamme. Intuendo che la vita del ragazzo è in pericolo, si reca dall'avvocato facendo confessare Francesco. Sì scopre che il garage che Martino vuole incendiare viene usato da Francesco per suonare all'insaputa del padre e così Basilio e Francesco si precipitano sul posto già in fiamme, riuscendo a salvare Martino. Passato il pericolo, l'avvocato e Cesare si conoscono, Francesco confessa a suo padre la sua insofferenza per non essere il figlio perfetto che è Martino ottenendone le scuse e il perdono e infine i due ragazzi si riappacificano.
- Oggetto restaurato: tavolino

- Ascolti Italia: telespettatori 5 534 000 - share 20,74%[3]

## Mal comune, mezzo gaudio
- Diretto da:
- Scritto da:

### Trama
Basilio tocca un oggetto che deve restaurare perché una donna lo deve regalare ad una sua coppia di amici. Vede così l'uomo della coppia che viene colpito alla testa. Il signore in questione, Giuseppe, ha tagliato del personale per la sua azienda di moda, e Basilio scopre che qualcuno di questi vuole fargliela pagare a tutti i costi.
- Oggetto restaurato: soprammobile

- Ascolti Italia: telespettatori 5 623 000 - share 21,58%[4]
- Altri interpreti: Maurizio Aiello ed Elisabetta Pellini

## Scienza e coscienza
- Diretto da:
- Scritto da:

### Trama
Basilio tocca un disegno incorniciato e ha la visione di un medico che viene accoltellato. Il ragazzo che ha fatto il disegno ha problemi psicomotori, e, indagando insieme a Sandro Maccari, alla fine, il ragazzo rivela a Basilio la causa del suo problema fisico e mentale.
- Oggetto restaurato: cornice

- Ascolti Italia: telespettatori 5 623 000 - share 21,58%[4]

## Il bivio
- Diretto da:
- Scritto da:

### Trama
Basilio tocca un portapillole di Maddalena, vedendo che ci sarà una rapina in farmacia, ma la vittima, questa volta, sarà proprio lui.
- Oggetto restaurato: portapillole

- Ascolti Italia: telespettatori 6 246 000 - share 22,41%[5]

## Corsa contro il tempo
- Diretto da:
- Scritto da:

### Trama
Proprio quando un prezioso quadro viene rubato dalla bottega di Maddalena, Basilio perde il suo straordinario potere che aveva iniziato ad accettare. Sandro, Flavio e il resto della squadra indagano, ma Basilio cercherà comunque di essere di aiuto.
- Oggetto restaurato:

- Ascolti Italia: telespettatori 6 246 000 - share 22,41%[5]

## Le corde dell'anima
- Diretto da:
- Scritto da:

### Trama
Michelle, figlia di Sylvie, una famosa violinista amica di Maddalena, viene rapita mentre era con la baby-sitter, che viene accusata ingiustamente del sequestro. Quando Basilio ha la visione della bambina che affoga in una piscina, la situazione precipita.
- Oggetto restaurato: archetto

- Altri interpreti: Carolina Di Domenico (Sylvie Chauvet), Michele De Virgilio

- Ascolti Italia: telespettatori 6 937 000 - share 24,30%[6]

## Un eroe in famiglia
- Diretto da:
- Scritto da:

### Trama
Restaurando una vetrinetta, Basilio ha la visione di una donna che viene uccisa con un colpo di pistola. Lui crede che la vittima sia Daniela, la moglie di Flavio, il poliziotto, ma dopo l'assassinio di questa, lui scopre che la vittima in realtà è un'altra. Flavio, accecato dal senso di vendetta, comincia ad indagare, e Basilio vede che è lui ad uccidere la vittima. Tenterà così di fermarlo. Dora è davanti ad una scelta: scappare con Giordano, o tornare dal marito Arturo. Maddalena scopre che il suo amante ha messo incinta un'altra, ma alla fine lui vorrebbe stare di nuovo con lei, perché il bambino non è suo. Flavio e Basilio scoprono la verità sulla morte di Daniela, ma il poliziotto è deciso a vendicarsi nel peggiore dei modi.
- Oggetto restaurato: vetrinetta

- Ascolti Italia: telespettatori 6 937 000 - share 24,30%[6]